# Берроуз (фильм)
«Берроуз» (англ. Burroughs: The Movie) — документальный фильм режиссёра Говарда Брукнера, посвящённый жизни и творчеству американского писателя Уильяма Сьюарда Берроуза. Создан при непосредственном участии последнего. Премьера состоялась в 1983 году. После смерти режиссёра (в 1989 году) считался утерянным. Обрёл вторую жизнь в 2014 году, когда племянник режиссёра Аарон Брукнер нашёл и оцифровал оригинальные плёнки с фильмом. Повторный выход на экраны был приурочен к столетию со дня рождения Берроуза.

## Сюжет
Фильм рассказывает биографию и творческий путь американского писателя Уильяма Сьюарда Берроуза. В картину, в частности, вошли съёмки с фестиваля 1978 года Nova Convention, созванного в честь Берроуза; его выступления с чтениями собственных трудов; фрагменты экспериментальных лент Энтони Болча, где писатель снимался; многочисленные интервью с Берроузом, а также с людьми из его окружения, включая беседы с такими фигурами, как Брайон Гайсин, Аллен Гинзберг, Джеймс Грауэрхольц, Люсьен Карр, Герберт Ханке и др.; записи его встреч с Алленом Гинзбергом и Фрэнсисом Бэконом; постановка эпизода из романа «Голый завтрак», в которой Берроуз предстал в образе своего персонажа — доктора Бенвея; демонстрация оружейного арсенала писателя.

## История создания
Идея создать фильм-портрет Уильяма Берроуза родилась у студента киношколы Нью-Йоркского университета Говарда Брукнера в 1978 году. Двадцатиминутная лента должна была стать его курсовой работой. Джеймс Грауэрхольц, редактор и близкий друг Берроуза, предложил вместо этого зафиксировать на плёнку фестиваль Nova Convention, посвящённый творчеству и идеям писателя. Брукнер согласился и после съёмок фестиваля, прошедшего в конце 1978 года, решил довести работу до полного метра, чтобы представить её в киношколу в качестве диплома. Берроуз принял предложение стать героем фильма, и Брукнер продолжил снимать. Как отмечает биограф Берроуза Барри Майлз, писателю нравилось видеть рядом с собой Брукнера. Будучи геем и любителем героина, Брукнер легко нашёл общий язык со своим героем и его окружением. К созданию фильма режиссёр привлёк своих университетских друзей — за камерой стоял Том Дичилло, а звук записывал Джим Джармуш.
К 1982 году в распоряжении Говарда Брукнера было 60 часов материалов, но режиссёр, к раздражению Берроуза, не понимал, как завершить фильм. В октябре 1982 года Берроуза чествовали в Лондоне, и он получил предложение от телеканала BBC Two запечатлеть торжества для документального цикла Arena. Писатель пошёл на сотрудничество с британскими телевизионщиками, но настоял, чтобы те также использовали записи Брукнера. Последний прилетел в Лондон и с помощью британских коллег в феврале 1983 года завершил работу над картиной. Вклад BBC состоял среди прочего в досъёмках ряда эпизодов, включая дополнительное интервью с Берроузом и его разговор с художником Фрэнсисом Бэконом. Через полгода стартовали кинотеатральные показы фильма в США.

## Дальнейшая судьба
Американская премьера фильма «Берроуз» состоялась осенью 1983 года на Нью-Йоркском кинофестивале. Традиционного проката у картины не было, Говард Брукнер самостоятельно занимался дистрибуцией. В течение 1984 года режиссёр вместе со своим фильмом объехал сорок американских городов. В показах принимал участие Уильям Берроуз, выступавший с литературными чтениями. «Берроуз» также выходил в кинотеатрах Европы и был издан на видеокассетах. Поскольку все права на картину принадлежали Брукнеру, с его смертью в 1989 году её следы затерялись. В обороте оставались лишь старые кассеты и низкокачественные фрагменты, выложенные на YouTube.
В начале 2010-х судьбой оригинального фильма заинтересовался племянник режиссёра Аарон Брукнер. Часть негативов, оставшихся от картины, ему удалось обнаружить в так называемом «бункере», нью-йоркском пристанище Берроуза, однако среди них не оказалось негативов самого фильма. Последующие поиски привели в Нью-Йоркский музей современного искусства, где сохранилась нетронутая 16-миллиметровая копия «Берроуза». Аарон Брукнер организовал успешную кампанию на Kickstarter и привлёк средства на создание цифровой версии фильма, чтобы повторно выпустить его на экраны. В 2014 году «Берроуз» Говарда Брукнера снова шёл в кинотеатрах и демонстрировался, в частности, на Нью-Йоркском фестивале, где за 31 год до этого был впервые представлен кинозрителям.